# NASCAR Sprint Cup 2012
De NASCAR Sprint Cup 2012 was het 64e seizoen van het belangrijkste NASCAR kampioenschap dat in de Verenigde Staten gehouden wordt en het vijfde jaar dat het kampioenschap doorging onder de naam Sprint Cup. Het seizoen startte op 26 februari met de Daytona 500, voorafgegaan door de exhibitiewedstrijd Budweiser Shootout en de Daytona kwalificatieraces Gatorade Duels en eindigde op 18 november met de Ford EcoBoost 400. Het seizoen werd voor de negende keer beslecht met de Chase for the Championship eindronde. Penske-coureur Brad Keselowski won het kampioenschap voor de eerste keer in zijn carrière, nadat hij in 2010 de Nationwide Series had gewonnen.

## Races
Top drie resultaten, exhibitie- en kwalificatiewedstrijden staan niet vermeld.
| '                          | Datum        | Race                             | Circuit                         | Winnaar            | Tweede             | Derde              |
| -------------------------- | ------------ | -------------------------------- | ------------------------------- | ------------------ | ------------------ | ------------------ |
| 1                          | 27 februari  | Daytona 500                      | Daytona International Speedway  | Matt Kenseth       | Dale Earnhardt jr. | Greg Biffle        |
| 2                          | 4 maart      | Subway Fresh Fit 500             | Phoenix International Raceway   | Denny Hamlin       | Kevin Harvick      | Greg Biffle        |
| 3                          | 11 maart     | Kobalt Tools 400                 | Las Vegas Motor Speedway        | Tony Stewart       | Jimmie Johnson     | Greg Biffle        |
| 4                          | 18 maart     | Food City 500                    | Bristol Motor Speedway          | Brad Keselowski    | Matt Kenseth       | Martin Truex jr.   |
| 5                          | 25 maart     | Auto Club 400                    | Auto Club Speedway              | Tony Stewart       | Kyle Busch         | Dale Earnhardt jr. |
| 6                          | 1 april      | Goody's Fast Pain Relief 500     | Martinsville Speedway           | Ryan Newman        | Dale Earnhardt jr. | A.J. Allmendinger  |
| 7                          | 14 april     | Samsung Mobile 500               | Texas Motor Speedway            | Greg Biffle        | Jimmie Johnson     | Mark Martin        |
| 8                          | 22 april     | STP 400                          | Kansas Speedway                 | Denny Hamlin       | Martin Truex jr.   | Jimmie Johnson     |
| 9                          | 28 april     | Capital City 400                 | Richmond International Raceway  | Kyle Busch         | Dale Earnhardt jr. | Tony Stewart       |
| 10                         | 6 mei        | Aaron's 499                      | Talladega Superspeedway         | Brad Keselowski    | Kyle Busch         | Matt Kenseth       |
| 11                         | 12 mei       | Southern 500                     | Darlington Raceway              | Jimmie Johnson     | Denny Hamlin       | Tony Stewart       |
| 12                         | 27 mei       | Coca-Cola 600                    | Charlotte Motor Speedway        | Kasey Kahne        | Denny Hamlin       | Kyle Busch         |
| 13                         | 3 juni       | FedEx 400                        | Dover International Speedway    | Jimmie Johnson     | Kevin Harvick      | Matt Kenseth       |
| 14                         | 10 juni      | Pocono 400                       | Pocono Raceway                  | Joey Logano        | Mark Martin        | Tony Stewart       |
| 15                         | 17 juni      | Quicken Loans 400                | Michigan International Speedway | Dale Earnhardt jr. | Tony Stewart       | Matt Kenseth       |
| 16                         | 24 juni      | Toyota/Save Mart 350             | Infineon Raceway                | Clint Bowyer       | Tony Stewart       | Kurt Busch         |
| 17                         | 30 juni      | Quaker State 400                 | Kentucky Speedway               | Brad Keselowski    | Kasey Kahne        | Denny Hamlin       |
| 18                         | 7 juli       | Coke Zero 400                    | Daytona International Speedway  | Tony Stewart       | Jeff Burton        | Matt Kenseth       |
| 19                         | 15 juli      | Lenox Industrial Tools 301       | New Hampshire Motor Speedway    | Kasey Kahne        | Denny Hamlin       | Clint Bowyer       |
| 20                         | 29 juli      | Brickyard 400                    | Indianapolis Motor Speedway     | Jimmie Johnson     | Kyle Busch         | Greg Biffle        |
| 21                         | 5 augustus   | Pennsylvania 400                 | Pocono Raceway                  | Jeff Gordon        | Kasey Kahne        | Martin Truex jr.   |
| 22                         | 12 augustus  | Finger Lakes 355 at The Glen     | Watkins Glen International      | Marcos Ambrose     | Brad Keselowski    | Jimmie Johnson     |
| 23                         | 19 augustus  | Pure Michigan 400                | Michigan International Speedway | Greg Biffle        | Brad Keselowski    | Kasey Kahne        |
| 24                         | 25 augustus  | Irwin Tools Night Race           | Bristol Motor Speedway          | Denny Hamlin       | Jimmie Johnson     | Jeff Gordon        |
| 25                         | 2 september  | AdvoCare 500                     | Atlanta Motor Speedway          | Denny Hamlin       | Jeff Gordon        | Brad Keselowski    |
| 26                         | 8 september  | Federated Auto Parts 400         | Richmond International Raceway  | Clint Bowyer       | Jeff Gordon        | Mark Martin        |
| Chase for the Championship |              |                                  |                                 |                    |                    |                    |
| 27                         | 16 september | Geico 400                        | Chicagoland Speedway            | Brad Keselowski    | Jimmie Johnson     | Kasey Kahne        |
| 28                         | 23 september | Sylvania 300                     | New Hampshire Motor Speedway    | Denny Hamlin       | Jimmie Johnson     | Jeff Gordon        |
| 29                         | 30 september | AAA 400                          | Dover International Speedway    | Brad Keselowski    | Jeff Gordon        | Mark Martin        |
| 30                         | 7 oktober    | Good Sam Roadside Assistance 500 | Talladega Superspeedway         | Matt Kenseth       | Jeff Gordon        | Kyle Busch         |
| 31                         | 13 oktober   | Bank of America 500              | Charlotte Motor Speedway        | Clint Bowyer       | Denny Hamlin       | Jimmie Johnson     |
| 32                         | 21 oktober   | Hollywood Casino 400             | Kansas Speedway                 | Matt Kenseth       | Martin Truex jr.   | Paul Menard        |
| 33                         | 28 oktober   | TUMS Fast Relief 500             | Martinsville Speedway           | Jimmie Johnson     | Kyle Busch         | Kasey Kahne        |
| 34                         | 4 novemver   | AAA Texas 500                    | Texas Motor Speedway            | Jimmie Johnson     | Brad Keselowski    | Kyle Busch         |
| 35                         | 11 november  | AdvoCare 500                     | Phoenix International Raceway   | Kevin Harvick      | Denny Hamlin       | Kyle Busch         |
| 36                         | 18 november  | Ford EcoBoost 400                | Homestead-Miami Speedway        | Jeff Gordon        | Clint Bowyer       | Ryan Newman        |

## Eindstand - Top 12

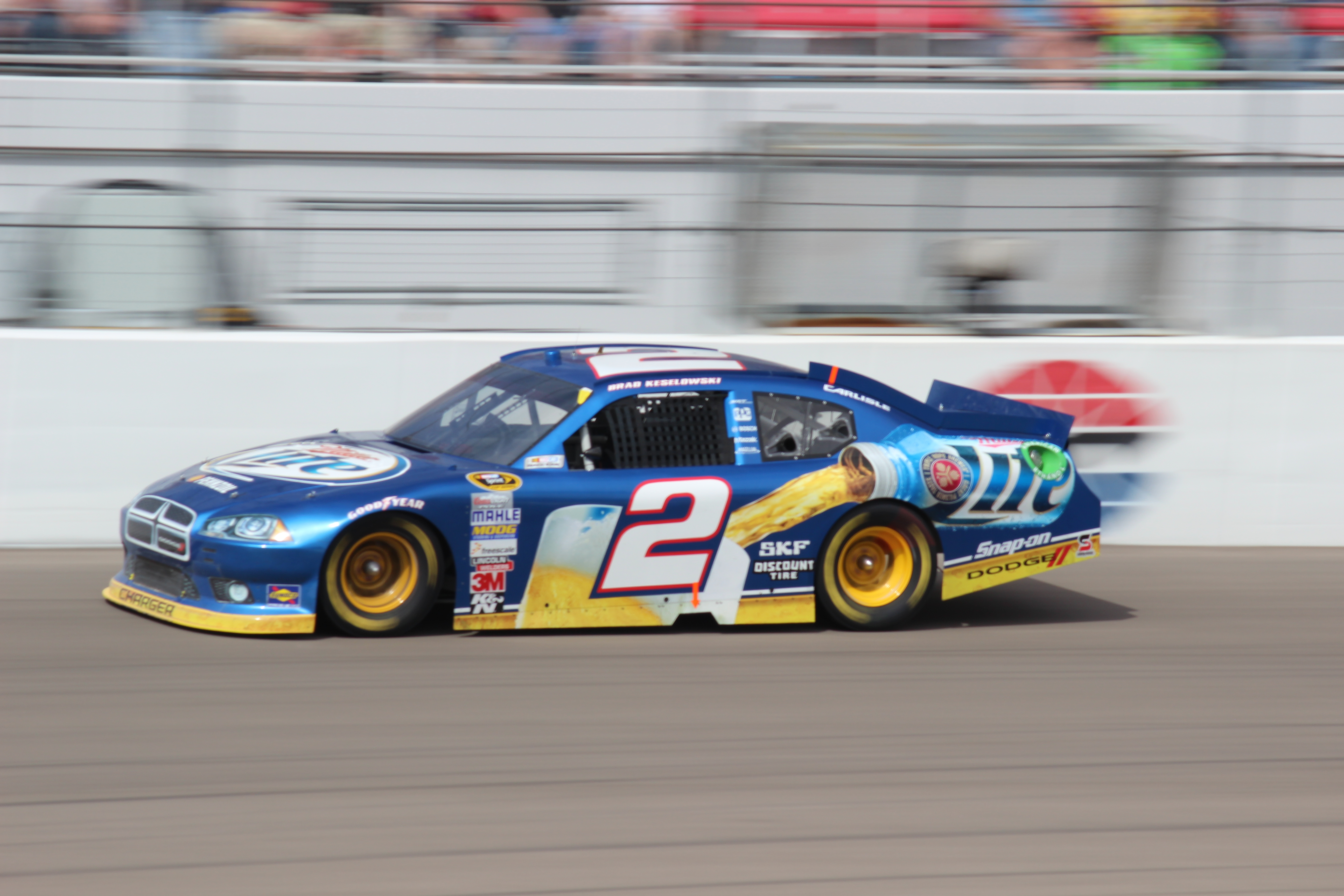
Winnaar van het kampioenschap, Brad Keselowski tijdens de Kobalt Tools 400 op de Las Vegas Motor Speedway.

Eindstand na de Chase for the Championship, aantal overwinningen (W) en punten (Ptn).
| '  | Coureur            | Team                     | Auto      | W | Ptn  |
| -- | ------------------ | ------------------------ | --------- | - | ---- |
| 1  | Brad Keselowski    | Penske Racing            | Dodge     | 5 | 2400 |
| 2  | Clint Bowyer       | Michael Waltrip Racing   | Toyota    | 3 | 2361 |
| 3  | Jimmie Johnson     | Hendrick Motorsports     | Chevrolet | 5 | 2360 |
| 4  | Kasey Kahne        | Hendrick Motorsports     | Chevrolet | 2 | 2345 |
| 5  | Greg Biffle        | Roush Fenway Racing      | Ford      | 2 | 2332 |
| 6  | Denny Hamlin       | Joe Gibbs Racing         | Toyota    | 5 | 2329 |
| 7  | Matt Kenseth       | Roush Fenway Racing      | Ford      | 3 | 2324 |
| 8  | Kevin Harvick      | Richard Childress Racing | Chevrolet | 1 | 2321 |
| 9  | Tony Stewart       | Stewart Haas Racing      | Chevrolet | 3 | 2311 |
| 10 | Jeff Gordon        | Hendrick Motorsports     | Chevrolet | 2 | 2303 |
| 11 | Martin Truex jr.   | Michael Waltrip Racing   | Toyota    | 0 | 2299 |
| 12 | Dale Earnhardt jr. | Hendrick Motorsports     | Chevrolet | 1 | 2245 |